# مالكوم باربر
مالكوم باربر (بالإنجليزية: Malcolm Barber)‏ هو مؤرخ بريطاني، ولد في 4 مارس 1943.